# 小人たちが騒ぐので
『小人たちが騒ぐので』（こびとたちがさわぐので）は、白泉社の「PUTAO」（プータオ）1997年7月号から1998年6月号まで連載された川原泉の漫画作品である。
連載1回あたり16頁で、基本的に作者自身の周辺を題材とした数ページの短編エッセイ作品で構成されている。ただしキャラクターとして“リトル・グレイ”が登場したり RPG 的世界観の設定がされた作品があったりと非エッセイ的なものも含まれている。